# Nationaal park Calanques
Nationaal park Calanques (Frans: Parc national des Calanques) is een nationaal park in Zuidoost-Frankrijk, tussen Marseille en La Ciotat, gelegen aan de Middellandse Zee. Het werd opgericht in 2012 en was daarmee het tiende Franse nationaal park. Jaarlijks bezoeken ongeveer twee miljoen mensen het gebied.

## Omvang
Het beschermde gebied heeft een omvang van een circa 520 km². Hiervan is 435 km² zeegebied, de overige 85 km² zijn land. Het park beslaat naast natuur ook semi-urbane gebieden, te weten delen van de gemeenten Marseille, Cassis en La Ciotat. Hiermee is het nationaal park Calanques het enige nationale park in Europa dat bestaat uit zowel landgebied als zeegebied en semi-urbaan gebied. Omliggende gemeenten kunnen ervoor kiezen om tot de gordelzone van het natuurgebied te behoren om hun duurzame ontwikkeling te stimuleren. Marseille, Cassis en La Penne-sur-Huveaune vormen deze gordelzone.

## Geografie
Een calanque is een vallei uitgesleten door een rivier, die vervolgens gedeeltelijk onder water is komen te staan door zeespiegelstijging. In het Massif des Calanques, dat voornamelijk uit kalksteen bestaat, zijn veel van zulke valleien te vinden. De hoogste berg in het massief is de Mont Puget (563 meter). Enkele bekende calanques in het nationaal park zijn de Calanque de Sormiou, de Calanque de Morgiou, de Calanque d'En-Vau, de Calanque de Port-Pin en de Calanque de Sugiton. De Kliffen van Soubeyranes (Falaises Soubeyranes), tussen Cassis en La Ciotat, vormen met een maximale hoogste van 394 meter de hoogste zeekliffen in Frankrijk. 
In het maritime gebied behoren tot het nationaal park onder andere de Frioul-archipel, met het fort Château d'If, en de Riou-archipel. Deze laatste bestaat uit kleine onbewoonde rotseilanden (onder andere Maïre, Jarre, Jarron, Plane en Riou) van kalksteen. De rotsen reiken tot 191 meter hoogste en vormen een belangrijke broedplaats voor vogels. Ook het Île Verte, tegenover La Ciotat, hoort bij het nationaal park. Dit eiland is het enige beboste eiland in het departement Bouches-du-Rhône, hoewel deze bomen pas na de Eerste Wereldoorlog zijn gegroeid, omdat men er toen stopte met landbouw. Ook zijn in het nationaal park enkele onderwatergrotten en -kloven te vinden.

## Flora en fauna
In het gebied zijn 140 beschermde soorten (planten en dieren) op het land en 80 beschermde soorten in de zee te vinden. Het land wordt gedomineerd door kleine planten en bloemen, qua bomen vindt men er vooral de Aleppoden. In het gebied zijn vooral veel vogelsoorten te vinden, zoals de havikarend, de geelpootmeeuw, de kuifaalscholver en Kuhls pijlstormvogel. Daarnaast komen er maar liefst 13 vleermuissoorten voor, zoals de Europese bulvleermuis. Ook leven er beschermde reptielen in het gebied, zoals de grote parelhagedis en de Europese bladvingergekko.
In de zee leven verschillende unieke vissoorten, zoals de gestreepte bokvis, de zwarte ombervis, de regenbooglipvis en de bruine tandbaars. Daarnaast kan men er ook verschillende soorten zee-egels en mossels vinden, zoals de grote steekmossel, die de grootste schelp van het Middellandse Zeegebied heeft. Daarnaast leven er ook zeeschildpadden, zoals de onechte karetschildpad en komen er walvissen voor, zoals de tuimelaar, de gestreepte dolfijn en de gewone vinvis.

## Bedreigingen
De hoge bezoekersaantallen vormen een bedreiging voor de flora in het park. Bezoekers die de paden verlaten zorgen voor erosie en de pleziervaart verstoort het leven in zee. Andere bedreigingen zijn de watervervuiling en de klimaatopwarming.

## Afbeeldingen

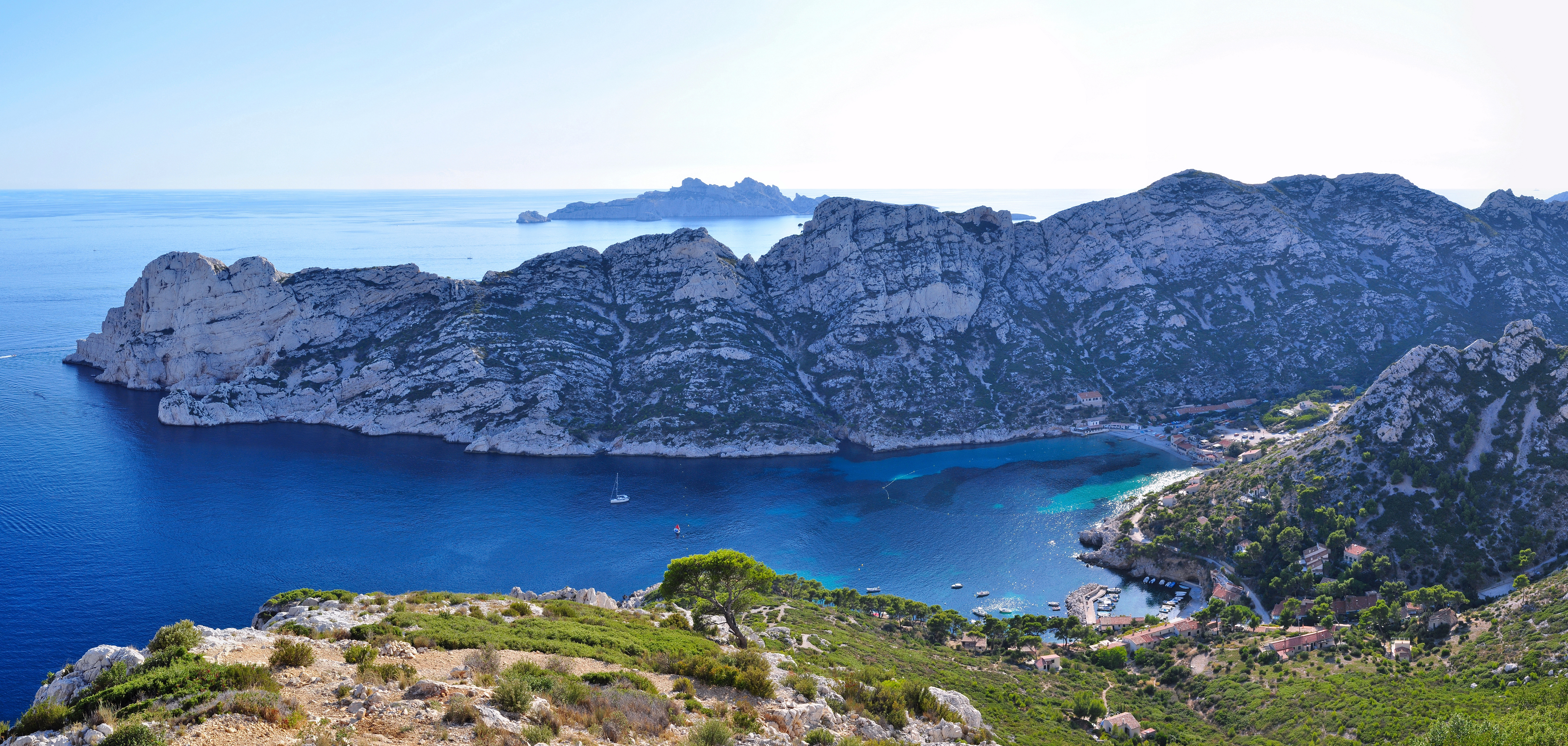
Calanque de Sormiou
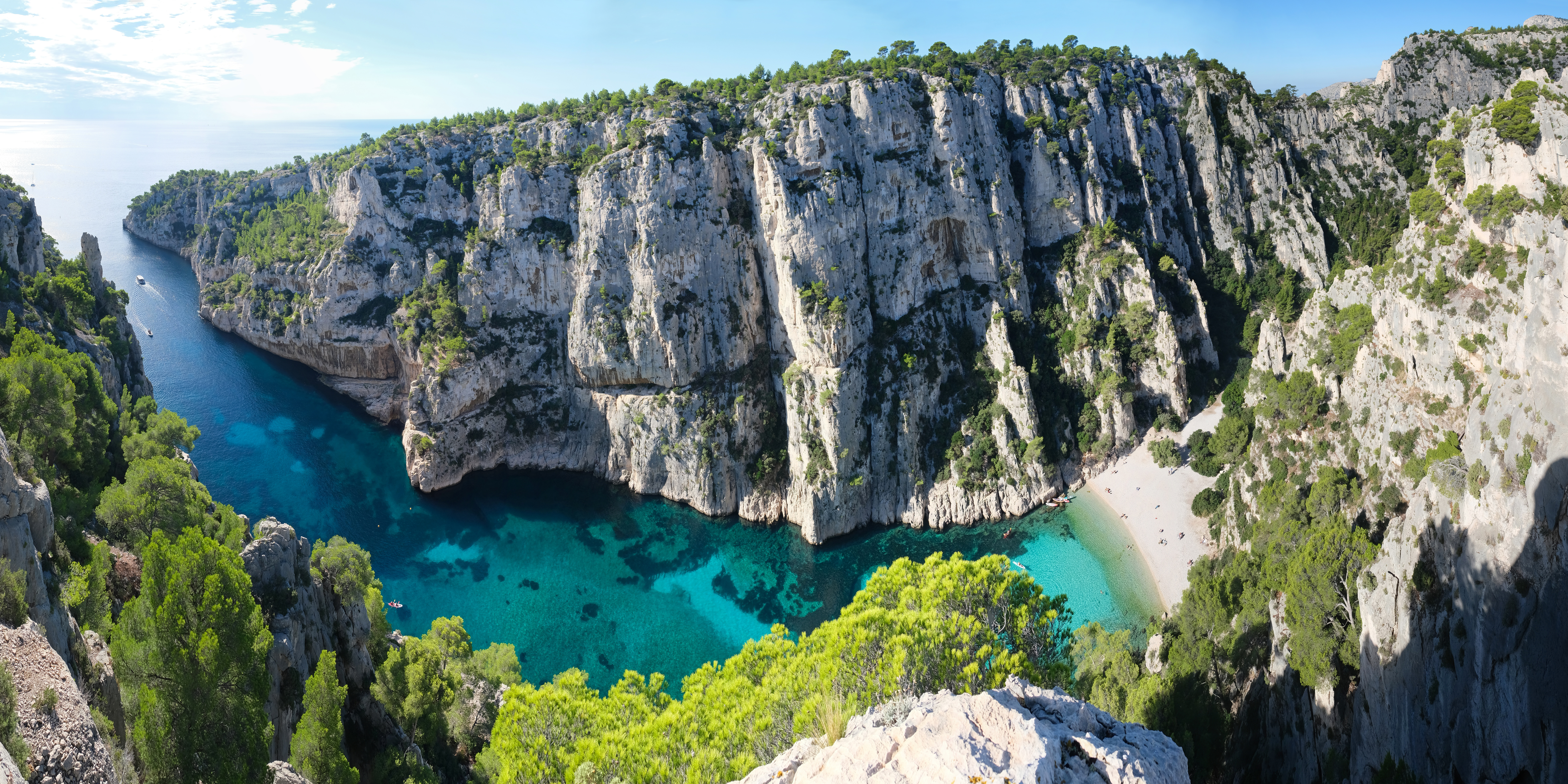
Calanque d'En-Vau
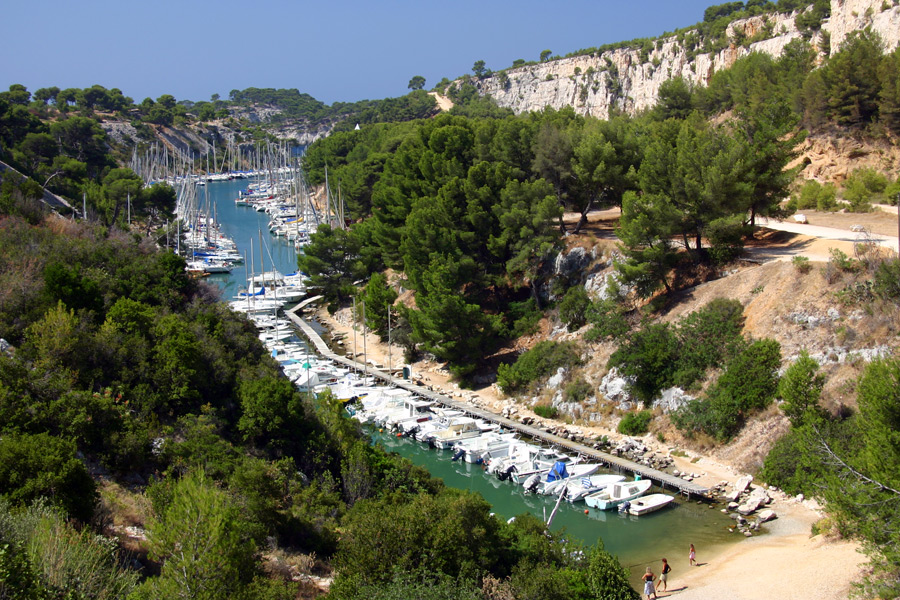
Calanque de Port-Miou
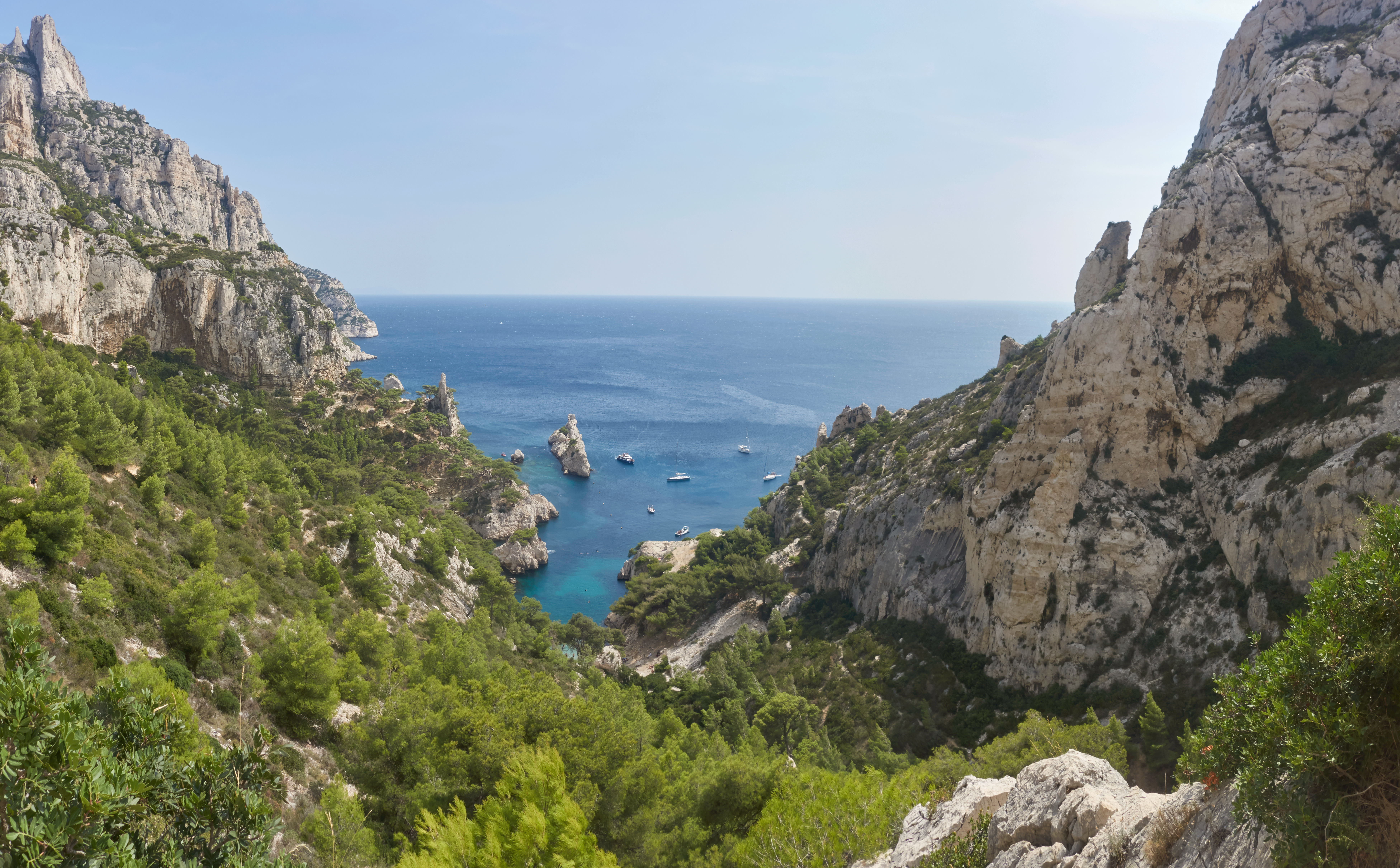
Calanque de Sugiton
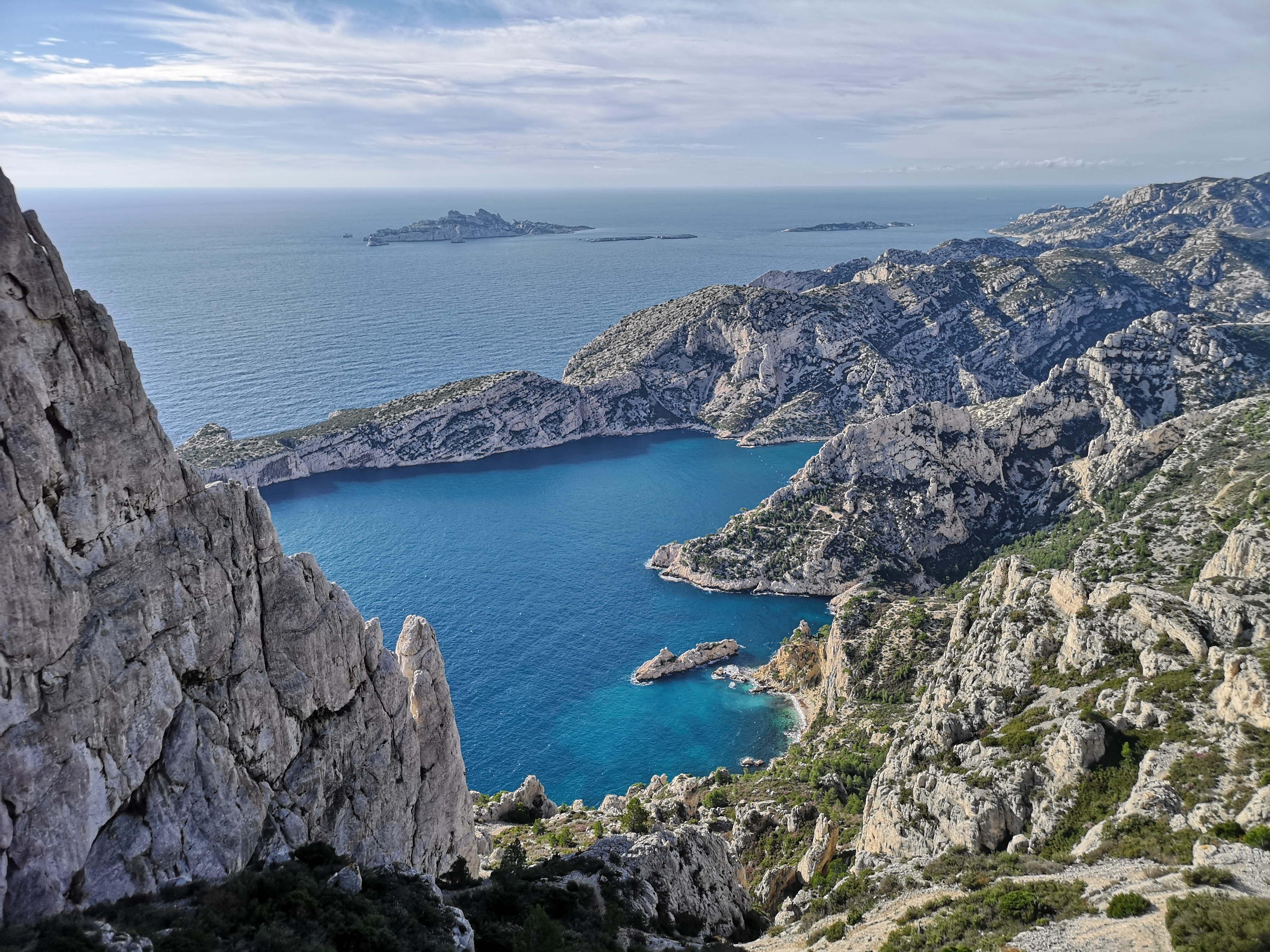
Calanque de Sugiton
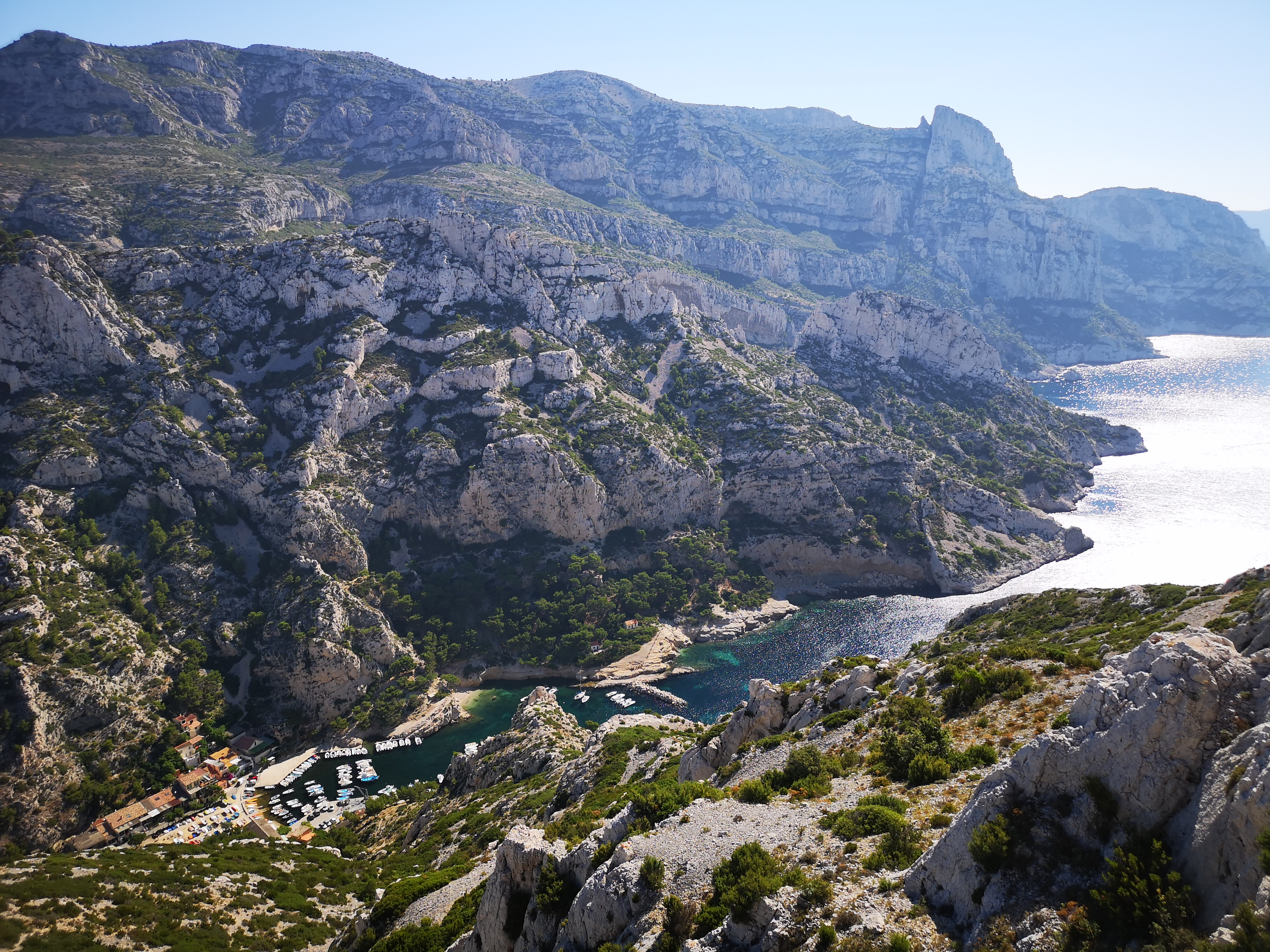
Calanque de Morgiou
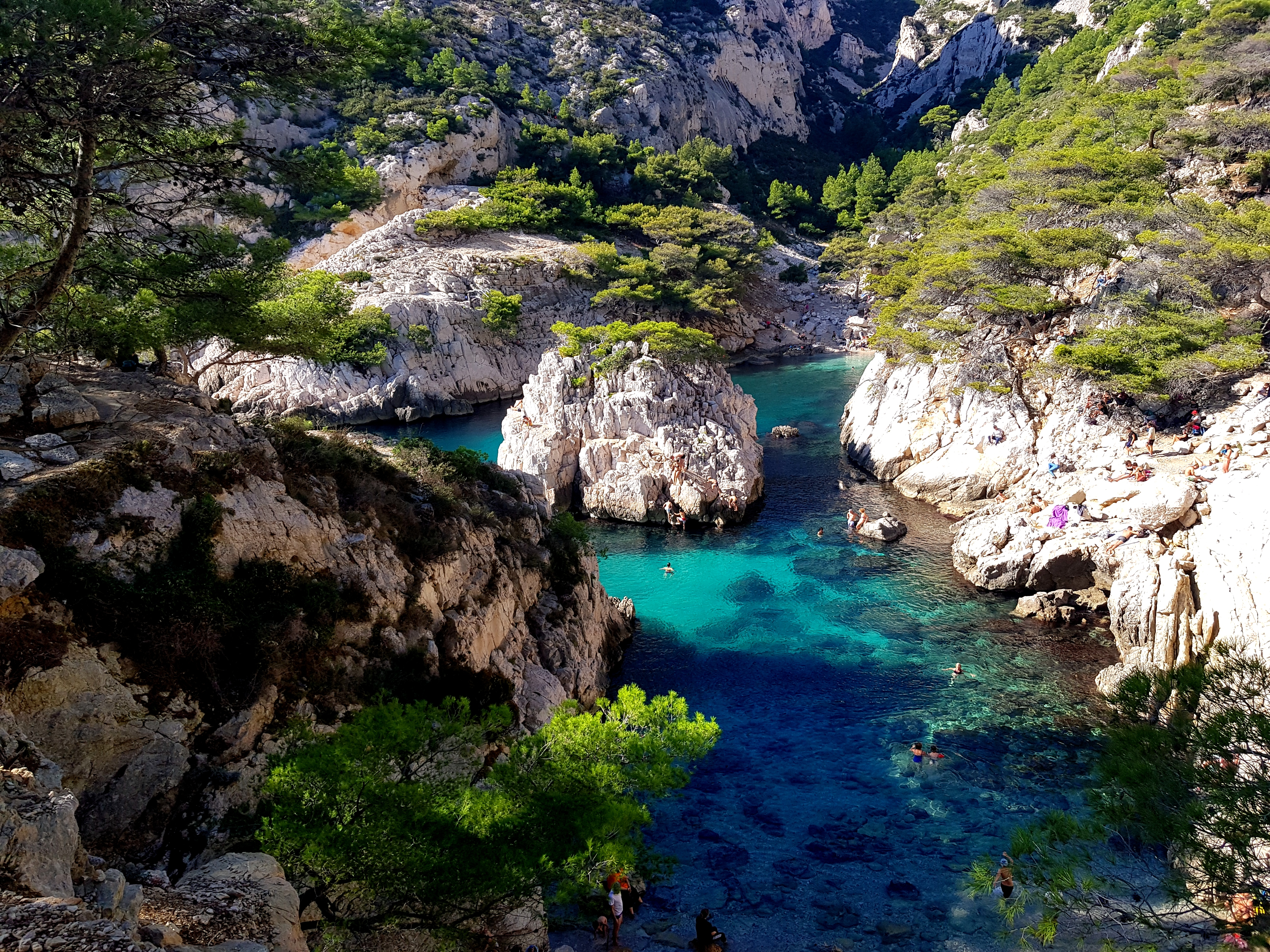
Het typische blauwe water van de Calanques, hier in Sugiton
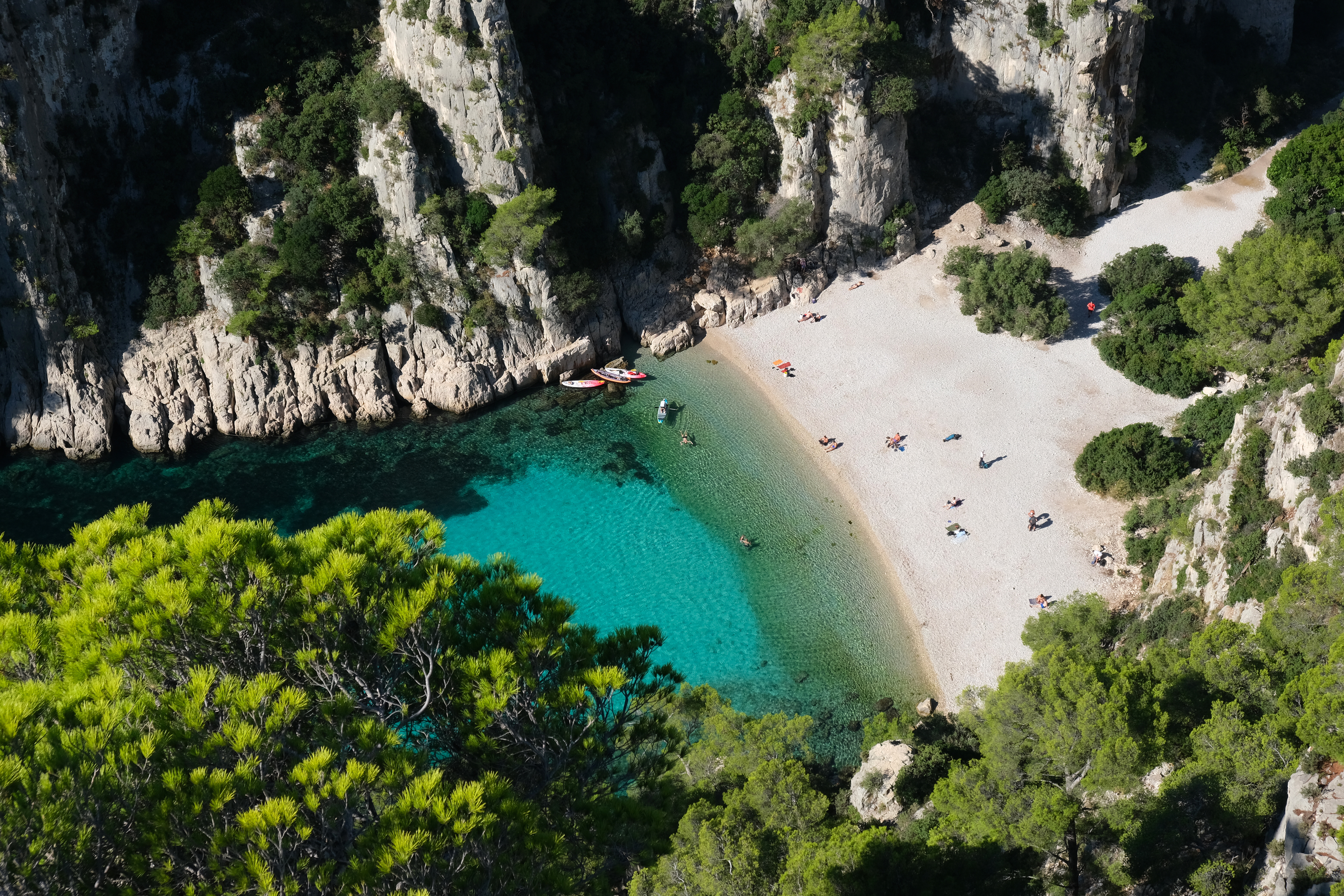
Het strand van d'En-Vau
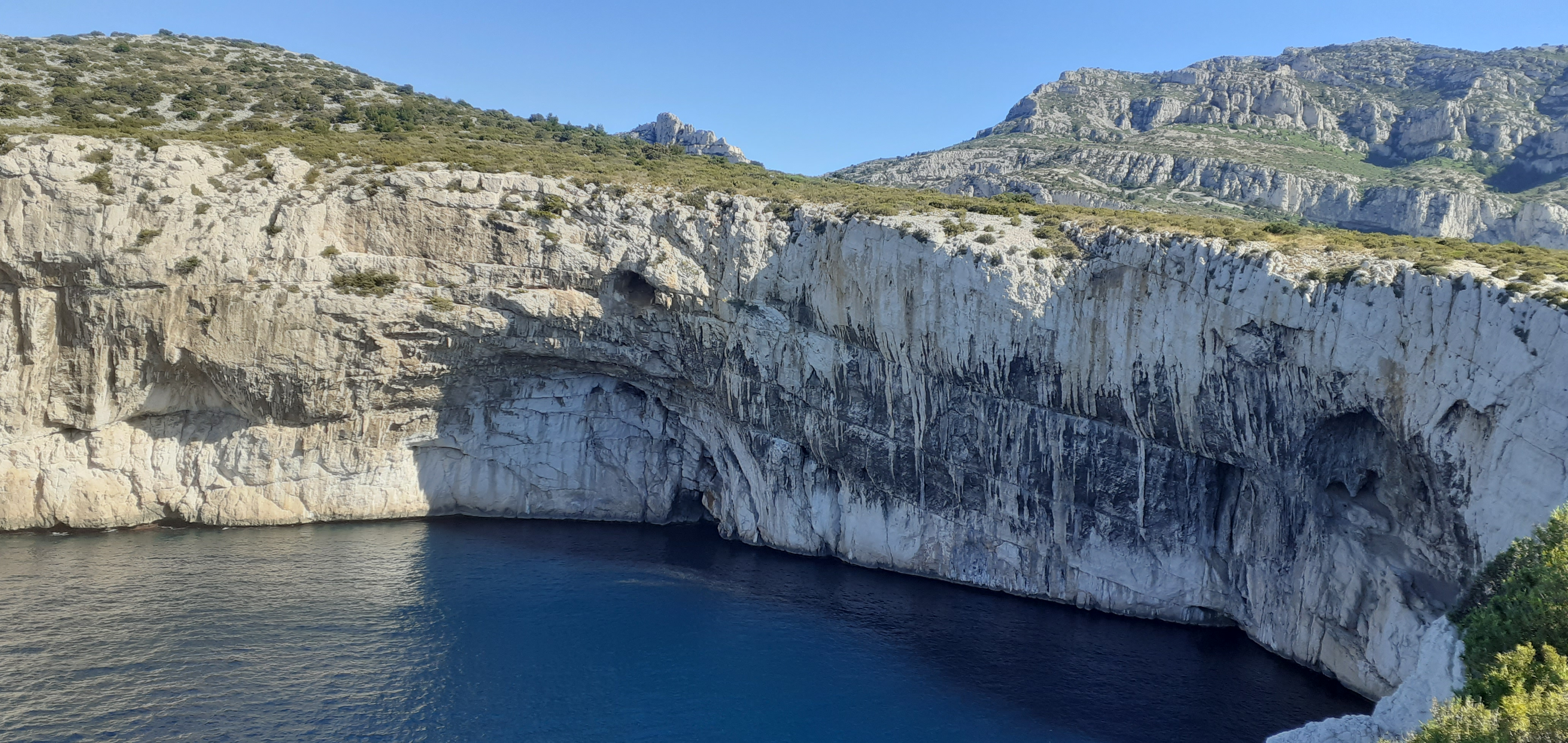
Steile kliffen van de Calanque de la Triperie
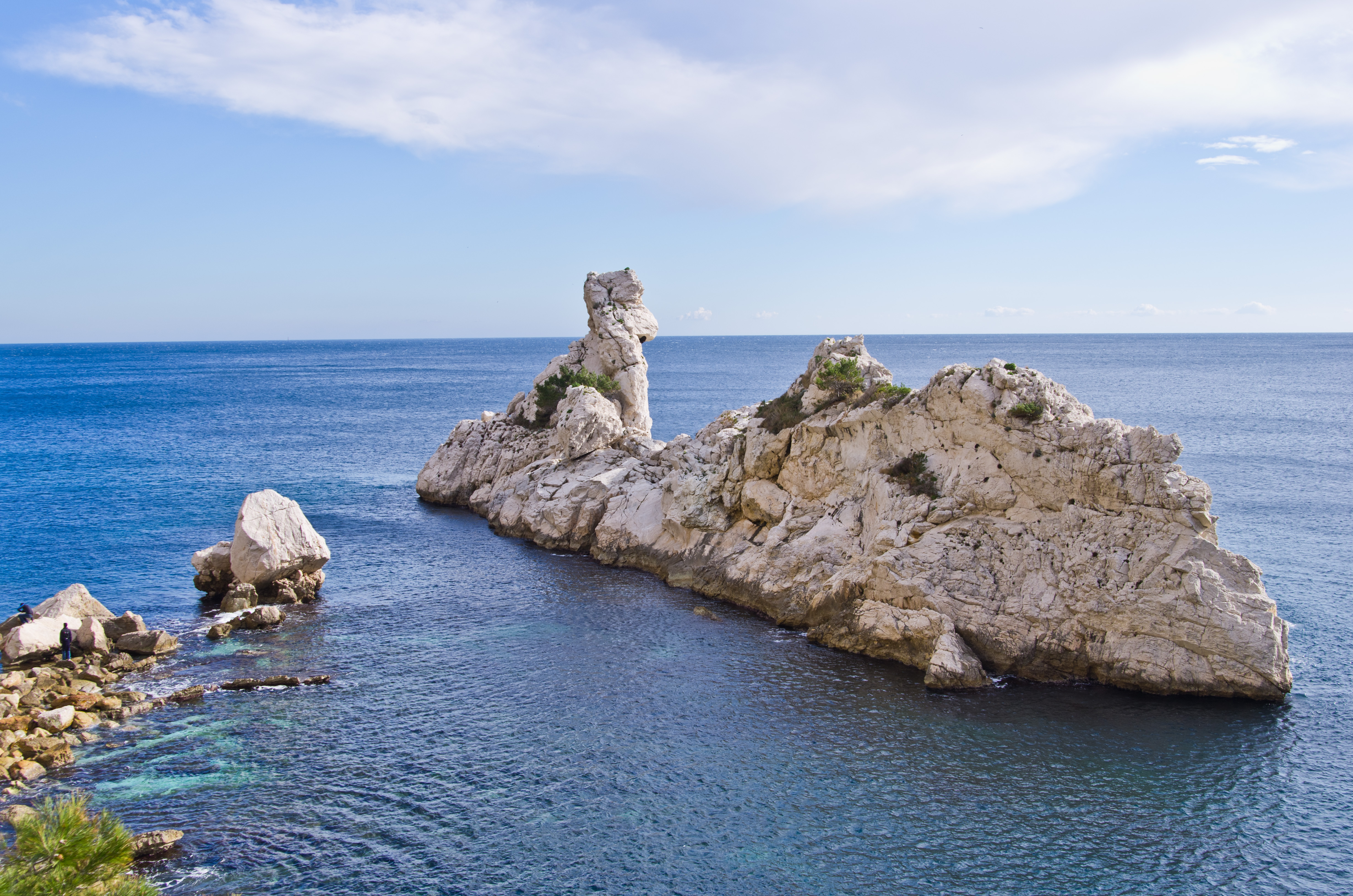
Een eiland bij Sugiton
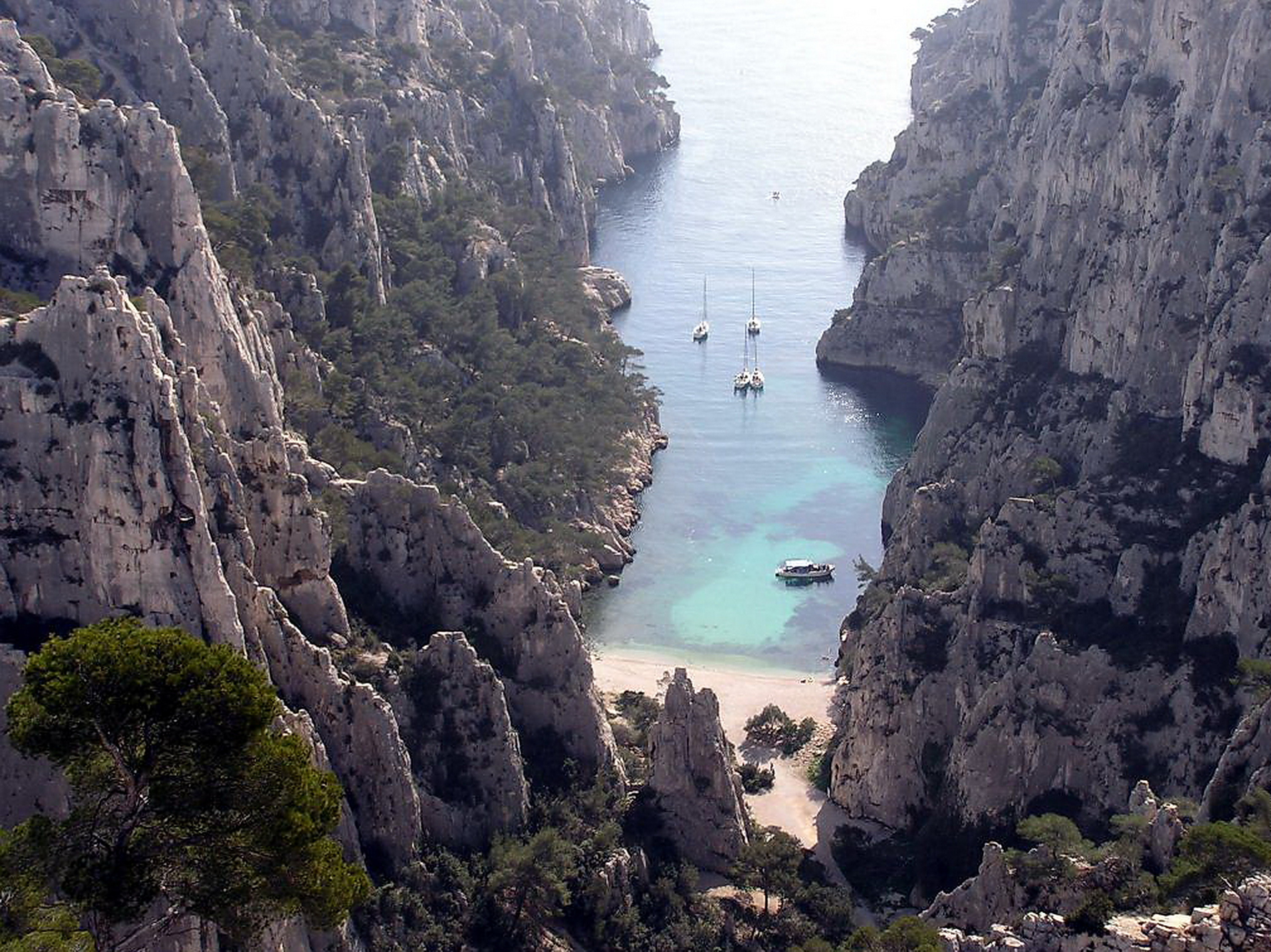
Boten aangemeerd in d'En-Vau
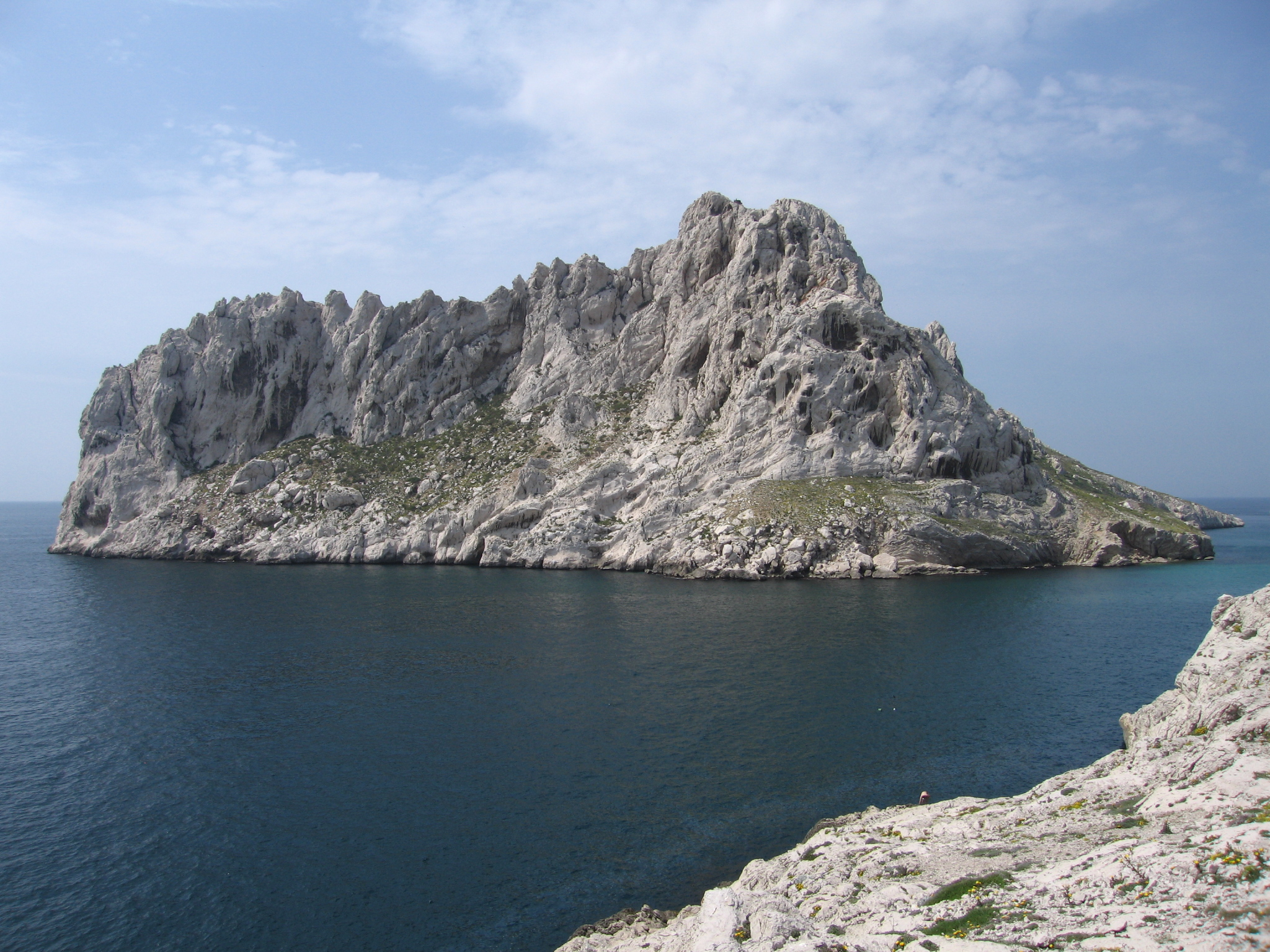
Île Maïre
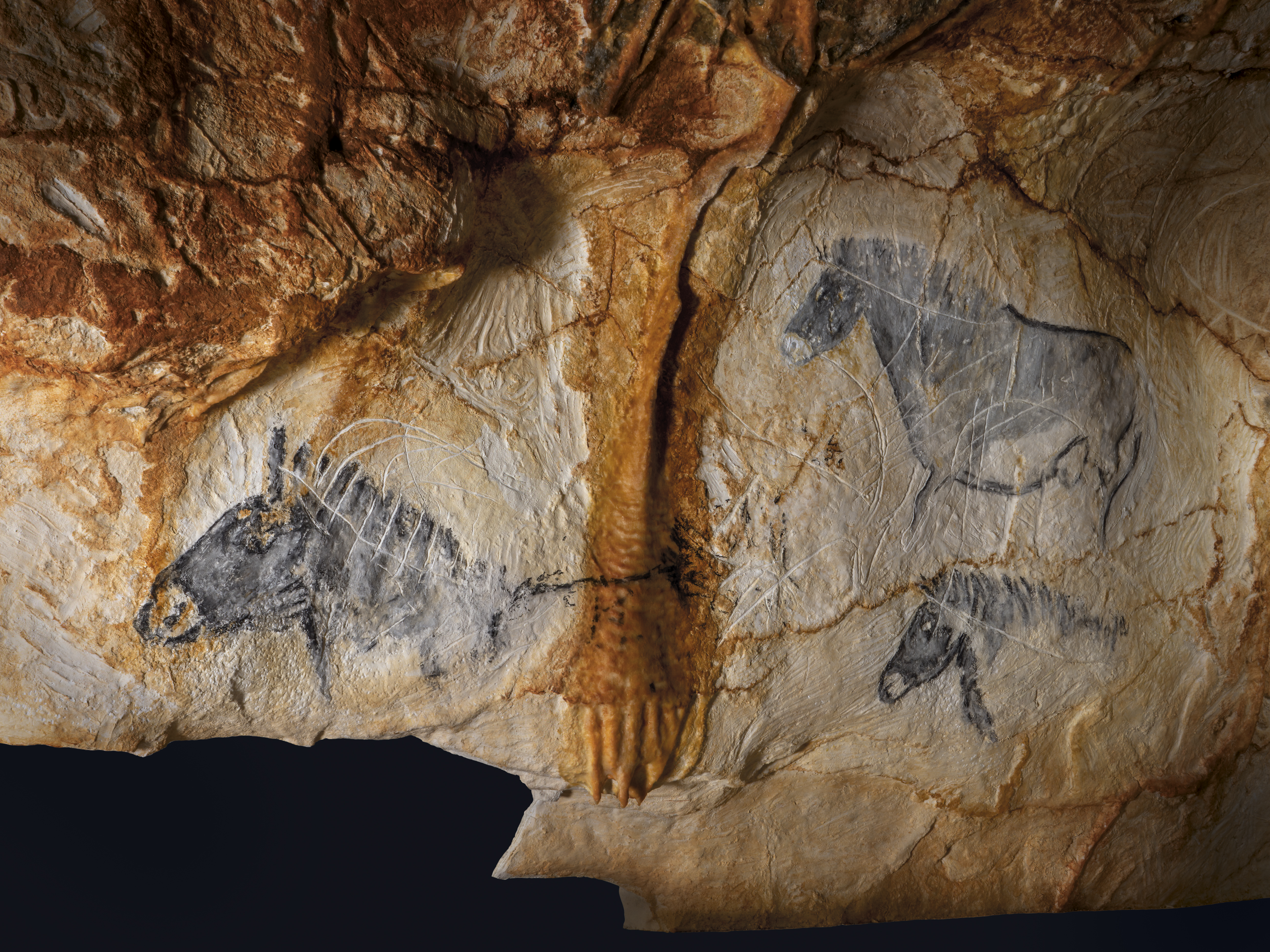
Replica van een grotschilderingen uit de Grot van Cosquer
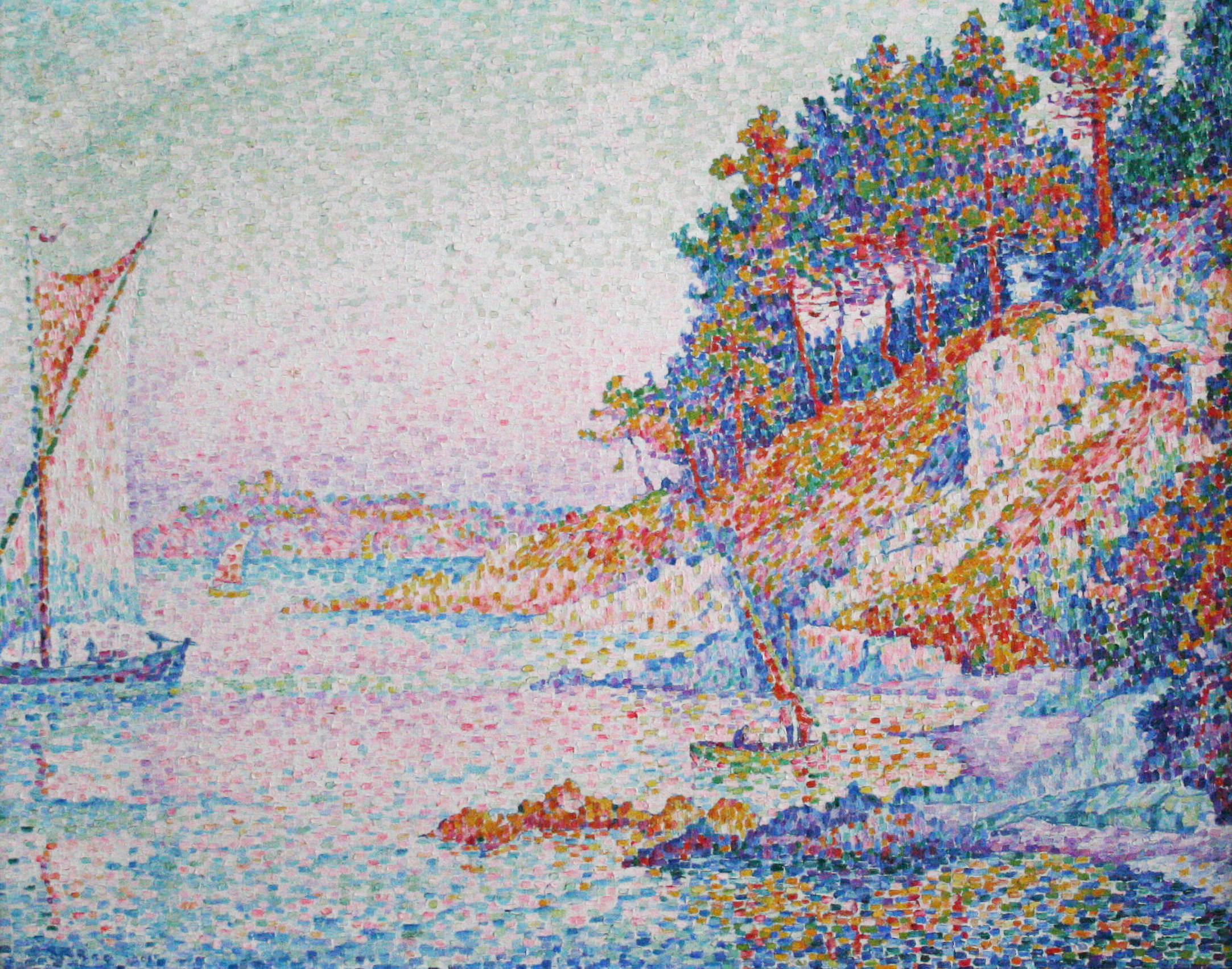
La Calanque, een schilderij van Paul Signac